# Доктрина Ніксона
Доктрина Ніксона (англ. Nixon Doctrine) — політична доктрина, що її сформулював президент США Ніксон 25 липня 1969 на пресконференції на острові Гуам.

## Опис
Згідно з цією доктриною, США зобов'язувалися й надалі брати участь у забезпеченні оборони своїх союзників та заявляли про своє право визначати масштаби, форми й сфери свого втручання в регіональні події, керуючись своїми національними інтересами. Одним з показників повороту в зовнішній політиці мало стати поступове виведення американських військ з В'єтнаму.
У Гуамі Річард Ніксон висунув три основоположні принципи для майбутньої американської політики щодо Азії. По-перше, Сполучені Штати мали дотримуватися всіх раніше укладених договорів і надалі. По-друге, США забезпечували надійний захист у разі загрози для «дружньої» нації або держави, виживання якої американці вважатимуть життєво важливими для своєї безпеки. По-третє, у разі будь-якої іншої агресії Америка зобов'язалася надавати необхідну військову й економічну допомогу, якщо цього вимагатимуть відповідні договірні зобов'язання.
США мали почати перекладати заходи з оборони своїх союзників на них самих, допомагати вести війну, але не воювати самостійно. У посланні президента Ніксона Конгресу 18 лютого 1970 ця доктрина, що стосувалася загрози розширення радянського впливу в країнах Азії, отримала подальший розвиток як керівний принцип політики США і в інших регіонах.